# Espe-Vantinge-Hillerslev Pastorat
Espe-Vantinge-Hillerslev Pastorat er et dansk pastorat, beliggende i Midtfyn Provsti i Fyens Stift. Pastoratet blev oprettet, da Hillerslev og Øster Hæsinge blev delt og Hillerslev lagt til Espe-Vantinge Pastorat i 1990.

## Præster
Følgende præster har gjort tjeneste i Espe-Vantinge-Hillerslev Pastorat:
| Præst                 | Start          | Slut           |
| --------------------- | -------------- | -------------- |
| Anne-Mette Brandt     | 1990           | 2007           |
| Sigrid A.M. Hougaard  | 2007           | 2017           |
| Jørgen Mose Laursen   | Januar 2018    | 6. januar 2019 |
| Simon Langeskov Jylov | 6. januar 2019 |                |

## Pastoratets geografi
Pastoratet består af Espe Sogn, Vantinge Sogn og Hillerslev Sogn. Der hører 3 kirker til pastoratet. Disse er Espe Kirke, Vantinge Kirke og Hillerslev Kirke.
I Espe Sogn findes foruden landsbyen Espe også landsbyen Findinge og områderne Lydinge, Lydinge mølle, Espe Højlod og Granly (som nok må betegnes som en del af Findinge). I Espe ligger der en større kommuneskole.
I Vantinge Sogn findes foruden landsbyen Vantinge og området Palleshave, som dog er placeret i både Vantinge og Gestelev Sogn.
I Hillerslev sogn findes foruden landsbyen Hillerslev også landsbyerne Højrup, Sallinge og Nybølle samt området Sallingelunde. I Hillerslev by er der friskolen Hjemly og idrætsefterskolen Hjemly. Desuden findes der et kommunalt center.

## Pastoratets demografi
I 2019 var der i pastoratet 2075 indbyggere, hvoraf 1836 er medlemmer af Folkekirken. Tallene fordeler sig som følgende: Espe 918 (834), Vantinge 299 (256), Hillerslev 856 (746). I parentes ses folkekirkemedlemmer.